# Hannes Sigurðsson
Hannes Sigurðsson (født 10. april 1983) er islandsk fodboldspiller.
Kom til Brøndby IF efter at både Morten "Duncan" Rasmussen og Peguero Jean Philippe blev skadet i efteråret 2006. Fysisk meget stærk angriber. Han har spillet 18 u-landskampe for Island og scoret 13 mål. Er skiftet til Viking Stavanger igen med øjeblikkelig virkning pr. 30. marts 2007.
Tidligere klubber: FH Hafnarfjordur, Viking Stavanger, Stoke City FC, Brøndby IF